# Alhaurín de la Torre
Alhaurín de la Torre és un municipi d'Andalusia, a la província de Màlaga. Limita amb Málaga a l'est, Cártama al nord, Torremolinos al sud-est, Mijas al sud-oest, Benalmádena al sud i Alhaurín el Grande a l'oest. El terreny s'assenta en la Serra de Mijas, pertanyent a la serralada Penibètica i és regat pel riu Guadalhorce.

## Demografia
| Població | 2.717 | 3.378 | 3.253 | 3.893 | 3.795 | 3.853  | 3.760  | 4.039  | 4.143  |
|          | 1940  | 1950  | 1960  | 1970  | 1981  | 1991   | 2001   | 2006   | 2010   |
| Població | 4.942 | 5.321 | 5.846 | 6.425 | 7.622 | 12.874 | 23.369 | 30.281 | 35.832 |

## Divisió Administrativa
- Engloba les pedanies rurals de: la Alquería, el Romeral, el Peñón Molina, Mestanza, Zapata, Torrealquería i Santa Amalia.

- En el nucli urbà hi ha els barris: el Barrio Viejo, Barrio de la Alegría, Blas Infante, Carranque, El Cordobés, Huerta Alta, Huerto Coscorrón, Huerto de la Rosa, Jardines de Alhaurín, El Limonar, La Palmilla, El Parque, Platero I, Platero II, La Torre, Altos de Viñagrande i Viñagrande.

- Les urbanitzacions dels enfores són: Retamar, Tabico, el Lagar, Cortijos de Sol, Bellavista de Zambrana, la Capellanía, Ermita del Cerro, Fuensanguínea, Pinos de Alhaurín.

## Etimologia
El nom Alhaurín és d'origen àrab, sobre l'etimologia d'aquest nom existeixen dues teories diferents. La primera, potser poètica, afirma que significa Jardí d'Al·là, mentre que una altra, publicada per l'investigador José Baquero Luque recollint teories de distints arabisteas, afirma que el nom d'Alhaurín no té res a veure amb el de Lauro que argumentà Merssemann en el segle xx, i correspon a una tribu d'origen amazic que va habitar la comarca durant l'edat mitjana, els Hawara, els membres de la qual eren coneguts com al-hawariyyin.
Durant el regne de Granada va ser Laulín o Alaolín segons apareix en els repartiments després de la conquesta de Màlaga en 1487. En el segle xvi els documents conservats la citen com Alhaurinejo, que significa Alhaurín petit o Alhaurinillo para distingir-la d'Alhaurín el Grande, que apareixia simplement com Alhaurín. Segons un padró de veïns realitzat en 1647 i que es conserva a l'Arxiu de Simancas, ja apareix amb el nom oficial d'Alhaurín de la Torre, encara que el topònim popular d'Alhaurinejo ha subsistit fins al segle xx.

## Administració
| Període      | Nom de l'alcalde/-essa | Partit polític      | Data de possessió |
| ------------ | --- | ------------------- | ----------------- |
| 1979 - 1983  | Juan José García Martín | UCD                 | 19/04/1979        |
| 1983 - 1987  | Antonio Vega González | PSOE                | 28/05/1983        |
| 1987 - 1991  | Antonio Vega González | ASIAT (Independent) | 30/06/1987        |
| 1991 - 1995  | Antonio Vega González | ASIAT               | 15/06/1991        |

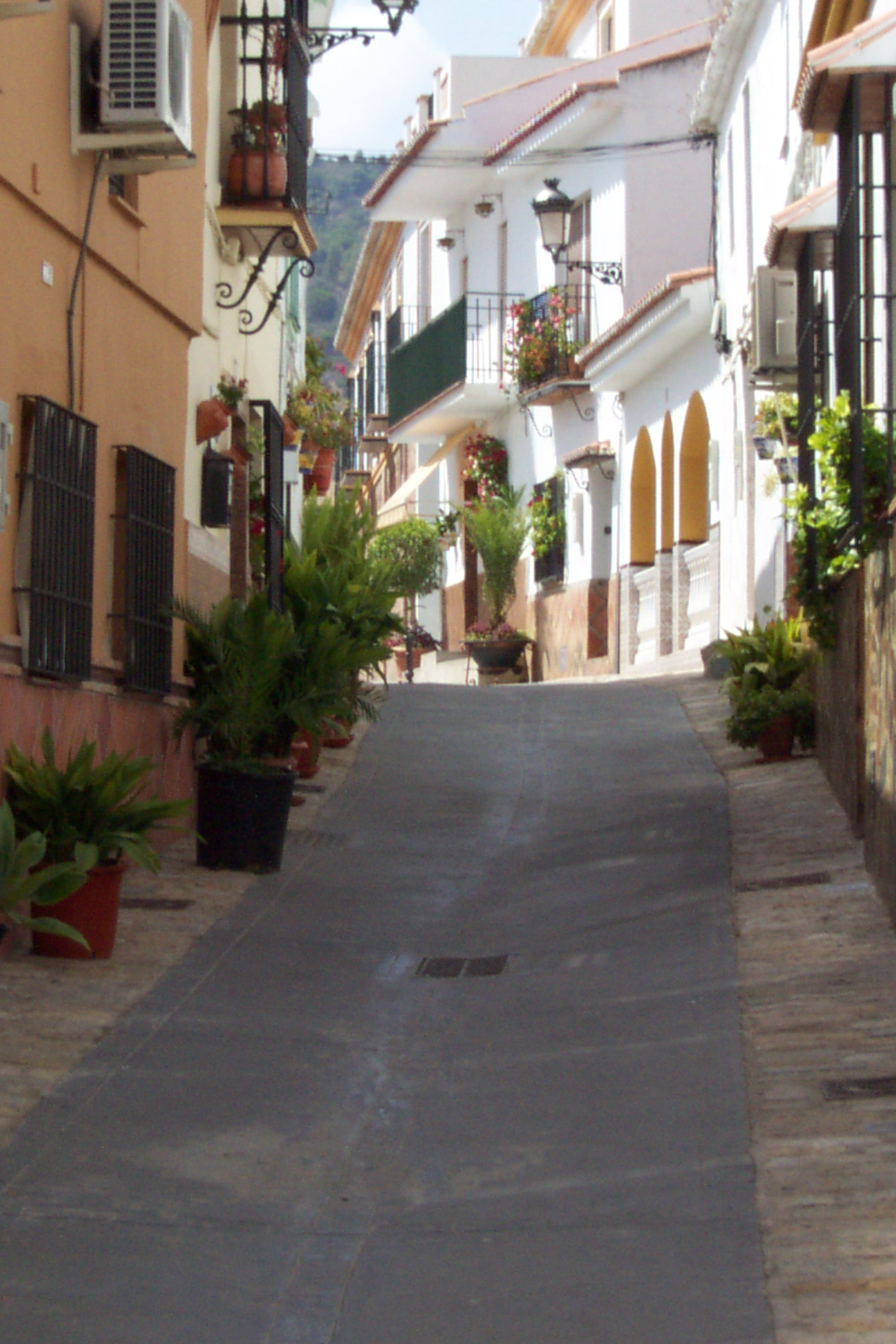
Carrer de l'Albaicín

| 1995 - 1999  | Antonio Vega González (1995-gener de 1996) Josefa Rando Ríos (gener 1996-agost 1996) Francisco Rodríguez Godoy (agost 1996-octubre 1996) Joaquín Villanova Rueda (octubre 1996-juliol 1999) | ASIAT PP PSOE PP    | 17/06/1995        |
| 1999 - 2003  | Joaquín Villanova Rueda | PP                  | 03/07/1999        |
| 2003 - 2007  | Joaquín Villanova Rueda | PP                  | 14/06/2003        |
| 2007 - 2011  | Joaquín Villanova Rueda | PP                  | 16/06/2007        |
| 2011 - 2015  | Joaquín Villanova Rueda | PP                  | 11/06/2011        |
| 2015 - 2019  | n/d | n/d                 | 13/06/2015        |
| 2019 - 2023  | n/d | n/d                 | 15/06/2019        |
| Des del 2023 | n/d | n/d                 | 17/06/2023        |

## Esports
En triatló s'han aconseguit molt bons resultats a nivell autonòmic i nacional amb Beatriz Jiménez, campiona d'Espanya l'any 2007. En esports paralímpics, la judoca Carmen Herrera va obtindre la medalla d'or als Jocs Paralímpics d'Atenes 2004, Pequín 2008 i Londres 2012 i Andrés del Castillo Carnevali bronze europeu per equips i subcampió d'Espanya sub23 en 2010 i Campió d'Andalusia 2012.